# Open Sesame (鈴木雅之のアルバム)
『Open Sesame』（オープン・セサミ）は、鈴木雅之の14枚目のオリジナル・アルバム。

## 解説
前作『Still Gold』から約4年ぶりのオリジナル・アルバム。
今作の楽曲提供、デュエット、レコーディングに、AJI・a-bra:z（アブラーズ）・佐藤竹善・佐藤善雄&桑野信義（ラッツ&スター）・LGMonkees・押尾コータロー・上江洌清作（MONGOL800）・class・KREVA・さだまさし・BENI・槇原敬之が参加。
また、初回限定盤のジャケットは『鈴木雅之×ハクション大魔王 コラボレーション・スリーブケース仕様』となっている。
本作発売後僅か3日後の5月11日から、本作を引っ提げた全国ツアーが「Masayuki Suzuki taste of martini tour 2013 〜Open Sesame〜」を千葉・市川市文化会館公演を皮切りに20カ所全20公演で開催。
鈴木の作品としては、2001年発売アルバム『Tokyo Junction』以来12年ぶりにオリコントップ10入りをした。

## 収録曲
1. Intro"hacction"
  - 編曲：柿崎洋一郎[2]
  - ナレーションに、声優の山寺宏一が参加。
2. 僕らの奇跡 〜Open Sesame〜
  - 作詞・作曲：鈴木雅之　Rap作詞：KREVA　編曲：柿崎洋一郎[2]
3. 十三夜
  - 作詞・作曲：さだまさし　補作詞：鈴木雅之　編曲：武部聡志[2]
  - 37作目のシングル曲。
4. Endless love, Eternal love
  - 作詞・作曲：キヨサク　編曲：柿崎洋一郎[2]
  - 36作目のシングル曲。
5. 運命の人 〜 Anytime You Need Me
  - 作詞：三浦徳子・CAMERON　作曲：三井誠  編曲：柿崎洋一郎・三井誠[2]
  - P&G「ウエラトーン2+1」CMソング
6. Magic
  - 作詞：藤林聖子　作曲・編曲：Daisuke"D.I."Imai[2]
7. 最後のstill love
  - 作詞：M-ROCH　作曲：class　編曲：井上鑑[2]
8. 恋はくじけず 〜You can't worry love〜
  - 作詞・作曲：吉田Q[3]　編曲：清水信之[2]
9. 22時までのシンデレラ
  - 作詞・作曲：LGMonkees　編曲：下野ヒトシ[2]
10. キミの街にゆくよ
  - 作詞・作曲：佐藤竹善　編曲：下野ヒトシ・佐藤竹善[2]
  - 30作目のシングル曲。
11. Don't Cry 〜 もう悲しみを許そうか（Album ver.）
  - 作詞：松井五郎　作曲：橘哲夫  編曲：清水信之・橘哲夫[2]
12. THE CODE 〜暗号〜 （Album ver.）
  - 作詞・作曲：槇原敬之　編曲：服部克久・槇原敬之[2]
  - 35作目のシングル曲。
  - 表記はないが収録時間が異なる（シングル5:17・アルバム5:41）